# Ant Banks
Anthony Banks, znany również pod pseudonimem Ant Banks (ur. 4 marca 1969). Jest raperem i producentem muzycznym z Oakland w Kalifornii.

## Dyskografia

### Albumy wydane solo
- 1993: Sittin' On Somethin' Phat
- 1994: The Big Badass
- 1995: Do or Die
- 1997: Big Thangs

### Razem z T.W.D.Y.
- 1999: Derty Werk
- 2000: Lead The Way